# Urolophus papilio
Urolophus papilio är en rockeart som beskrevs av Bernard Séret och Last 2003. Urolophus papilio ingår i släktet Urolophus och familjen Urolophidae. IUCN kategoriserar arten globalt som livskraftig. Inga underarter finns listade i Catalogue of Life.